# Ga Ri
Ga Ri là một xã thuộc huyện Tây Giang, tỉnh Quảng Nam, Việt Nam.
Xã Ga Ri có diện tích 47,30 km², dân số năm 2019 là 1.523 người, mật độ dân số đạt 32 người/km².